# ヘキサメチルジシロキサン
ヘキサメチルジシロキサン（hexamethyldisiloxane、HMDS、HMDO）は、化学式O[Si(CH3)3]2で表される有機ケイ素化合物の一種。揮発性の液体であり、有機合成において溶媒や試薬として使用される。クロロトリメチルシランの加水分解によって調製される。消防法に定める第4類危険物 第1石油類に該当する。

## 用途
ヘキサメチルジシロキサンは、主に有機合成においてトリメチルシリル基 (-Si(CH3)3) のソースとして使用される。たとえば、酸触媒存在下では、アルコールおよびカルボン酸をそれぞれシリルエーテルおよびシリルエステルに変換する。
HMDSは1H 核磁気共鳴分光法 (NMR) において化学シフトを校正するための内部標準物質として使用される。一般的な標準物質であるテトラメチルシランよりも揮発性が低いため取り扱いが容易であるが、0 ppm付近に一重線のみを示す。
HMDSは、アルカンよりも溶媒和力が小さい。そのため、親油性が高い化合物の結晶化に使用されることがある。
また、液体絆創膏にも使用される。